# Luchazes
Luchazes és un municipi de la província de Moxico. Té una extensió de 43.344 km² i 13.649 habitants. Comprèn les comunes de Luchazes, Tempue, Cassamba, Muie e Cangombe. Limita al nord amb el municipi de Moxico, a l'est amb el municipi de Bundas, al sud amb els municipis de Mavinga i Cuito Cuanavale, i a l'oest amb els municipis de Chitembo i Camacupa.